# わが心の大阪メロディー
『わが心の大阪メロディー』（わがこころのおおさかメロディー）は、2001年から毎年NHK大阪放送局の制作により、NHK総合で全国に（NHKワールド・プレミアムで海外へ）生放送されている音楽特別番組。
一時期、関西ウィークにも参加していた。

## 概要

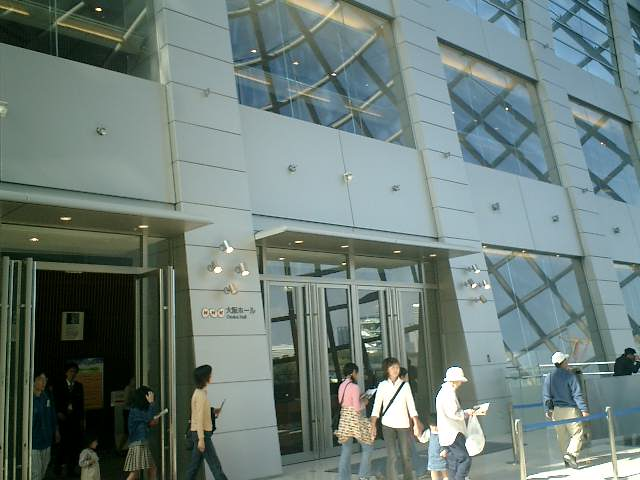
「わが心の大阪メロディー」の生放送が行われるNHK大阪ホール

2001年以降、ゴールデンタイム枠に総合テレビを通して放送されている公開番組。会場はNHK大阪ホール。2013年まではラジオ第1（海外へはNHKワールド・プレミアムとNHKワールド・ラジオ日本）でも放送されていた。
番組体裁としては2019年まで毎年8月に実施されていた『思い出のメロディー』の関西版といった趣で、視聴者から寄せられたリクエストとそれに関するエピソードを記したお便りと歌手の歌唱を紹介し、また関西に縁の深い著名人、その年下期の連続テレビ小説の出演者（年度下期は原則として大阪局制作）などをゲストに交えてその歌にまつわるトークを展開していく。
第1回（2001年）ではやしきたかじんに出演を依頼するも、たかじん本人は即座に断った。たかじんは生前、NHKの関係者と諍いを起こした経緯からNHK嫌いを公言しており「誰が糞NHKなんかに出るか」と出演を断ったことを自慢話にしていた。そのたかじんが逝去した2014年には、代表曲である「やっぱ好きやねん」が天童よしみによって歌われた。
フィナーレは、当初は中村泰士が本番組のために作った曲「大阪ヒューマンランド 〜やんか!〜」を、中村自らの指揮により全員合唱するものであった。しかし中村が高齢となり健康上の問題もあったこと、歌詞の中に出てくるプロ野球チームの大阪近鉄バファローズが2004年に消滅したことから、2005年で終了。2006年 - 2010年・2013年・2015年 - 2017年・2021年・2023年は上沼恵美子が実姉・海原万里との漫才コンビ“海原千里・万里”として1975年に発表した「大阪ラプソディー」を上沼本人のメインボーカルにより全員合唱した。この他、2011年・2012年には「青い山脈」が（「青い山脈」は近畿との縁が深いという意味での選曲である）歌われた。ちなみに、2023年はこの年の大阪局制作の連続テレビ小説『ブギウギ』に服部良一をモデルとした人物が登場しており、番組内で「青い山脈」が歌唱された。なお「大阪ラプソティー」については、上述以外の年も上沼により番組内で歌唱されている。他に2014年はこの年の大阪局制作の連続テレビ小説『マッサン』のヒロインがスコットランド出身であるという設定を踏まえて、ヒロインを演じるシャーロット・ケイト・フォックスがスコットランド民謡「オールド・ラング・サイン」を1コーラス歌った後、その日本語詞である「蛍の光」を出演者全員で1コーラス歌い、2018年はDA PUMPが「U.S.A.」を大阪桐蔭高等学校吹奏楽部と同志社香里高等学校ダンス部とのコラボレーションという形で、2019年は天童よしみ「道頓堀人情」で、2020年は和田アキ子「あの鐘を鳴らすのはあなた」で、2022年は和田アキ子「YONA YONA DANCE」で、2024年はこの年逝去したキダ・タローへの追悼の意味を込めてキダ作曲の「ふるさとのはなしをしよう」を上沼のメインボーカルによって締め括った。
- 放送時間：19:30 - 20:45（JST）
  - 2003年までの放送日：11月第1土曜日固定
  - 2004年は10月30日に放送されたが、新潟県中越地震に伴い『NHKニュース7』を拡大したため、30分繰り下げた。
  - 2005年から2009年の放送日：文化の日（11月3日）固定
  - 2010年は『NHK歌謡コンサート』（以下『旧・歌コン』）の放送枠を用いる形で、火曜日の19:30 - 20:43に放送。以降2013年まで関西ウィーク期間中の火曜日の放送となる。
  - 2010年、ラジオ第1は開催当日にプロ野球日本シリーズ中継を行ったため11月13日（土曜日）19:30 - 20:43に遅れ放送。
  - 2012年（放送日は10月30日）はNHKワールド・プレミアム、ラジオ第1、NHKワールド・ラジオ日本では放送当日にプロ野球日本シリーズ中継を行うため、NHKワールド・プレミアムは11月2日（金曜日）19:30 - 20:43に、ラジオ第1とNHKワールド・ラジオ日本は11月7日（水曜日）20:05 - 21:18にそれぞれ遅れ放送（NHKワールド・プレミアムのプロ野球中継はBS1との同時放送である）。
  - 2014年は『旧・歌コン』（2016年より『うたコン』）を毎月第4火曜日にNHK大阪ホールで公開生放送を行う絡みからか、それに合わせる形でひと月余り繰り下がり、12月16日に放送され、以降2018年までは12月第2ないし第3火曜日の19:30 - 20:43に放送されていた。一方でこれ以降はラジオでの放送は行われていない。
  - 2019年は再び関西ウィーク期間中の放送となり、10月29日の19:30 - 20:42に放送。
  - 2020年はこの年蔓延している新型コロナウイルスの影響から観客を通常の7分の1にあたる200人に制限した上での開催となった。

### 司会
| 回数   | 放送日         | 曜日   | 放送時間      | 番組タイトル                                 | 会場          | 歴代司会者 | 歴代司会者             | 歴代司会者 | 備考      |
| 回数   | 放送日         | 曜日   | 放送時間      | 番組タイトル                                 | 会場          | メイン     | メイン                 | サブ       | 備考      |
| ------ | -------------- | ------ | ------------- | -------------------------------------------- | ------------- | ---------- | ---------------------- | ---------- | --------- |
| 第1回  | 2001年11月3日  | 土曜日 | 19:30 - 20:59 | NHK大阪新会館完成記念 わが心の大阪メロディー | NHK大阪ホール | 上沼恵美子 | 上沼恵美子             | 宮本隆治   |           |
| 第2回  | 2002年11月2日  | 土曜日 | 19:30 - 20:44 | わが心の大阪メロディー                       | NHK大阪ホール | 上沼恵美子 | 上沼恵美子             | 宮本隆治   |           |
| 第3回  | 2003年11月1日  | 土曜日 | 19:30 - 20:44 | わが心の大阪メロディー                       | NHK大阪ホール | 上沼恵美子 | 上沼恵美子             | 宮本隆治   |           |
| 第4回  | 2004年10月30日 | 土曜日 | 20:00 - 21:14 | わが心の大阪メロディー                       | NHK大阪ホール | 上沼恵美子 | 上沼恵美子             | 宮本隆治   |           |
| 第5回  | 2005年11月3日  | 木曜日 | 19:30 - 20:43 | わが心の大阪メロディー                       | NHK大阪ホール | 上沼恵美子 | 上沼恵美子             | 宮本隆治   |           |
| 第6回  | 2006年11月3日  | 金曜日 | 19:30 - 20:43 | わが心の大阪メロディー                       | NHK大阪ホール | 上沼恵美子 | 上沼恵美子             | 宮本隆治   |           |
| 第7回  | 2007年11月3日  | 土曜日 | 19:30 - 20:43 | わが心の大阪メロディー                       | NHK大阪ホール | 上沼恵美子 | 上沼恵美子             | 水谷彰宏   |           |
| 第8回  | 2008年11月3日  | 月曜日 | 19:30 - 20:43 | わが心の大阪メロディー                       | NHK大阪ホール | 上沼恵美子 | 上沼恵美子             | 石澤典夫   | [ 注 5 ]  |
| 第9回  | 2009年11月3日  | 火曜日 | 19:30 - 20:43 | わが心の大阪メロディー                       | NHK大阪ホール | 上沼恵美子 | 上沼恵美子             | 高山哲哉   |           |
| 第10回 | 2010年11月2日  | 火曜日 | 19:30 - 20:43 | わが心の大阪メロディー                       | NHK大阪ホール | 上沼恵美子 | 上沼恵美子             | 青井実     |           |
| 第11回 | 2011年11月1日  | 火曜日 | 19:30 - 20:43 | わが心の大阪メロディー                       | NHK大阪ホール | 上沼恵美子 | 上沼恵美子             | 青井実     |           |
| 第12回 | 2012年10月30日 | 火曜日 | 19:30 - 20:43 | わが心の大阪メロディー                       | NHK大阪ホール | 上沼恵美子 | 上沼恵美子             | 青井実     |           |
| 第13回 | 2013年10月29日 | 火曜日 | 19:30 - 20:43 | わが心の大阪メロディー                       | NHK大阪ホール | 上沼恵美子 | 上沼恵美子             | 青井実     |           |
| 第14回 | 2014年12月16日 | 火曜日 | 19:30 - 20:43 | わが心の大阪メロディー                       | NHK大阪ホール | 西川きよし | 檀れい                 | 小田切千   | [ 注 6 ]  |
| 第15回 | 2015年12月15日 | 火曜日 | 19:30 - 20:43 | 第○○回 わが心の大阪メロディー                | NHK大阪ホール | 波瑠       | 友近                   | 小田切千   | [ 注 7 ]  |
| 第16回 | 2016年12月13日 | 火曜日 | 19:30 - 20:43 | 第○○回 わが心の大阪メロディー                | NHK大阪ホール | 中村玉緒   | 藤井隆                 | 小田切千   | [ 注 8 ]  |
| 第17回 | 2017年12月12日 | 火曜日 | 19:30 - 20:43 | 第○○回 わが心の大阪メロディー                | NHK大阪ホール | 葵わかな   | 藤井隆                 | 小田切千   |           |
| 第18回 | 2018年12月11日 | 火曜日 | 19:30 - 20:43 | 第○○回 わが心の大阪メロディー                | NHK大阪ホール | 松坂慶子   | 藤井隆                 | 小田切千   |           |
| 第19回 | 2019年10月29日 | 火曜日 | 19:30 - 20:42 | 第○○回 わが心の大阪メロディー                | NHK大阪ホール | 上沼恵美子 | 陣内智則               | 青井実     | [ 注 9 ]  |
| 第20回 | 2020年10月27日 | 火曜日 | 19:30 - 20:42 | 第○○回 わが心の大阪メロディー                | NHK大阪ホール | 上沼恵美子 | 西川貴教               | 青井実     |           |
| 第21回 | 2021年10月26日 | 火曜日 | 19:30 - 20:42 | 第○○回 わが心の大阪メロディー                | NHK大阪ホール | 上白石萌音 | 上白石萌音             | 武田真一   | [ 注 10 ] |
| 第22回 | 2022年10月25日 | 火曜日 | 19:30 - 20:42 | 第○○回 わが心の大阪メロディー                | NHK大阪ホール | 今田耕司   | 福原遥                 | 武田真一   | [ 注 11 ] |
| 第23回 | 2023年10月31日 | 火曜日 | 19:30 - 20:42 | 第○○回 わが心の大阪メロディー                | NHK大阪ホール | 今田耕司   | 伊原六花               | （なし）   |           |
| 第24回 | 2024年11月5日  | 火曜日 | 19:30 - 20:42 | 第○○回 わが心の大阪メロディー                | NHK大阪ホール | 今田耕司   | ファーストサマーウイカ | （なし）   | [ 注 12 ] |

- 第1〜13回は上沼がメイン司会を務めていたが、第13回にて視聴率が前回の12%から6%になったことから一旦降板。その後、第19・20回では再び司会を担当した。なお上沼以外のメイン司会は関西にゆかりのある芸能人や大阪局で制作・放送中の連続テレビ小説の出演者などが務めている。
- サブ司会は放送時点での東京・NHK放送センター在籍の男性アナウンサーが務めてきた（男性アナウンサーを大阪局から起用せず東京アナウンス室から呼ぶ理由については不明。第10回以降は、上沼が司会を担当しなかった時期を除き青井が担当。なお青井は、大阪局勤務時の第15回ではあべのハルカスからの中継リポーターを務め、第16回では副音声企画「ウラトーク」の進行を担当[注 13]していた）が、第21回・22回は当時大阪局勤務（2021 - 22年度）だった武田が務めた。
- 第23回以降に関してはサブ司会のアナウンサーの起用は無いが、リポーターに実質的な武田の後任として2023年度から大阪局勤務の高瀬耕造が務め、第24回はリポーターに神戸局勤務の坂本聡、VTRナレーターに高瀬を起用した。
- 上沼は司会を担当しなかった第15 - 18回・21回 - に関しては歌手専任の立場で出演。しかしながら第15回において、上沼は本番前に小田切が挨拶を無視したことに不満を覚え「私がリハに出ないからですか?」と本人に詰め寄るという事態も発生（上沼は本番組に限らず、リハーサルに出ないのが常）。
- チャンネル銀河にて過去年の数本分が再放送された。